# Репьёв, Дмитрий Петрович
Дми́трий Петро́вич Репьёв (12 ноября 1952, Смоленск — 7 февраля 2022, Йошкар-Ола) — советский и российский актёр театра, режиссёр-постановщик. Артист ведущих театров Республики Марий Эл: Академического русского театра драмы им. Г. Константинова (1981—2009), Марийского государственного академического театра оперы и балета им. Э. Сапаева (2009—2021), Республиканского театра кукол (2010—2021). Народный артист Республики Марий Эл (2002), заслуженный артист Республики Марий Эл (1993). Лауреат Национальной театральной премии им. Й. Кырли (2011, 2016).

## Биография
Родился 12 ноября 1952 года в семье театрального актёра, заслуженного артиста РСФСР П. П. Репьёва и актрисы Р. И. Репьёвой. В 1978 году окончил Ростовское театральное училище. В 1978—1980 годах был актёром Донецкого театра юного зрителя, в 1980—1981 годах — актёром Амурского театра драмы.
В 1981 году по приглашению режиссёра Г. Константинова вместе с семьёй переехал в Йошкар-Олу, стал артистом Академического русского театра драмы Марийской АССР, где проработал до 2009 года. Синтетический артист, исполнитель более 200 различных ролей в этом театре. Также здесь неоднократно выступал в роли режиссёра-постановщика спектаклей.
В 2009—2021 годах — артист оперы Марийского государственного академического театра оперы и балета им. Э. Сапаева, баритон. Исполнял небольшие сольные партии и драматические роли во многих спектаклях.
В 2010 году был приглашён в марийский Республиканский театр кукол, где параллельно с работой в Театре оперы и балета им. Э. Сапаева проработал вплоть до последних дней своей жизни. Здесь исполнял преимущественно драматические роли.
В 1993 году стал заслуженным артистом Республики Марий Эл, а в 2002 году — народным артистом Республики Марий Эл. Является дважды лауреатом Национальной театральной премии им. Й. Кырли (2011, 2016).
Скончался 7 февраля 2022 года в г. Йошкар-Оле.

## Основные роли
Список основных ролей Д. Репьёва:
- Змей Горыныч («До третьих петухов», В. Шукшин)
- Билли Бонс («Сокровища капитана Флинта», Р. Стивенсон)
- Хорхе («Дом, где всё кувырком», Э. Портес),
- Кавалер («Хозяйка гостиницы», К. Гольдони)
- Страфорель («Романтики», Э. Ростан)
- Аметистов («Танго на закате», М. Булгаков)
- Подхалюзин («Банкрот», А. Островский)
- Транио («Укрощение строптивой», У. Шекспир)
- Генерал Епанчин («Идиот», Ф. Достоевский)
- Ихарев («Игроки», Н. Гоголь)
- Сват («Акпатыр», Э. Сапаев)
- Николай Петрович Резанов («Юнона и Авось», А. Рыбников)
- Священник («Иисус Христос — суперзвезда», Э. Уэббер)
- Селестен ("Бал в «Савойе», П. Абрахам)
- Сэр Френсис Чесней («Здравствуйте, я ваша тётя!», О. Фельцман)
- Дежурный тюрьмы («Летучая мышь», И. Штраус)
- Князь Вано Пантиашвили («Проделки Ханумы», Г. Канчели)
- Граф Зефиров («На подмостках сцены», Д. Ленский)
- Шер-Хан («Маугли и Лия: история любви», Е. Шашин)

## Звания и награды
- Народный артист Республики Марий Эл (2002)[1][2][3][4][5]
- Заслуженный артист Республики Марий Эл (1993)[1][2][3][4][5]
- Национальная театральная премия имени Йывана Кырли (2011, 2016)[1]
- Специальная премия фестиваля «Йошкар-Ола театральная» «За создание драматического образа» — за роль графа Н. П. Резанова в рок-опере А. Рыбникова, А. Вознесенского «Юнона и Авось» (2016)[2]
- Благодарность Главы Республики Марий Эл (2012)[1]